# Cratere Hapi
Hapi è un cratere sulla superficie di Ganimede.